# Songs 1 (Tzuke)
Songs 1 is het vijftiende studioalbum van de Britse zangeres Judie Tzuke. De liedjes voor dit album schreef ze samen met andere artiesten. De samenstelling van de begeleiding wisselt per track. De klank is te vergelijken met een "unplugged"-album; het gedragen stemgeluid, dat op vorige albums voorkwam, is achterwege gebleven.

## Musici
- Judie Tzuke – zang
- Ben Mark – gitaar, banjo op (1), (3), (5)
- Paul Muggleton – toetsen op (1), (3), (5)
- Jamie Sefton – basgitaar en blaasinstrumenten (1), (3), (5)
- Bailey Tzuke (dochter van) – achtergrondzang (1), (3), (5)
- David Saw – gitaar (2) en (7)
- Lizzie May – cello (2) en (4)
- Gareth Gates – piano (4)
- David P Goodes – gitaar (6) en (10)
- Graham Kearns – gitaar (8)
- Jamie Norton – piano (9)

## Composities
1. "Cup of tea song" (Judie Tzuke/Ben Mark)
2. "All at sea" (Judie Tzuke/David Saw)
3. "Oh my dayz" (Judie Tzuke/Ben Mark)
4. "Dark days" (Judie Tzuke/Gareth Gates)
5. "Spin" (Judie Tzuke/Martin Terefe)
6. "Jewel" (Judie Tzuke/David P Goodes)
7. "We don't" (Judie Tzuke/David Saw)
8. "This time" (Judie Tzuke/Ciara Newell/Graham Kearns)
9. "That kinda love" (Judie Tzuke/David P Goodes)
10. "Temporary" (Judie Tzuke/Jamie Norton)
11. "Last bus" (Judie Tzuke/Jamie Norton) ( verscholen track)